# Thilo von Trotha (Marineoffizier)
Thilo Wolf Lebrecht von Trotha (* 8. Juli 1873 in Weimar; † 25. März 1947 ebenda) war ein deutscher Kapitän zur See der Kaiserlichen Marine. Im Ersten Weltkrieg war er Kriegsschiffkommandant und in dieser Position an bedeutenden Seeschlachten, u. a. der Skagerrakschlacht, beteiligt.

## Leben

### Herkunft
Thilo von Trotha war ein Sohn von Major Thilo Ernst von Trotha (1846–1890) und Henriette, geb. Baronin Nolde (* 1852). Der Offizier, Journalist und Schriftsteller Wilhelm von Trotha war sein älterer Bruder. Er hatte noch einen weiteren Bruder und eine Schwester. Generalmajor Friedrich August von Trotha war sein Großvater. Der spätere Generalmajor Friedrich Lebrecht von Trotha (1841–1914) sein Onkel.

### Militärische Laufbahn
Thilo von Trotha trat am 10. April 1891 in die Kaiserliche Marine ein. 1895 war er als Unterleutnant zur See auf der Stein.
Im Oktober 1913 wurde er als Korvettenkapitän Kommandant der Stettin. In dieser Position wurde er zum Fregattenkapitän befördert und blieb bis Februar 1914 in dieser Kommandierung. Die Besatzung der Stettin wurde anschließend reduziert und auf den neu in Dienst gestellten Kleinen Kreuzer Rostock kommandiert. Im Februar 1914 übernahm er diesen als Kommandant. Unter seinem Kommando erfolgte der Einsatz beim Seegefecht bei Helgoland. Im August 1915 gab er das Kommando ab. Anschließend wurde er bis November 1916 Kommandant der neu in Dienst gestellten Frankfurt. Am 19. April 1916 wurde er Kapitän zur See. Die Frankfurt nahm in der II. Aufklärungsgruppe an der Beschießung von Lowestoft und Great Yarmouth und wurde später Flaggschiff der II. Aufklärungsgruppe, welche von Konteradmiral Friedrich Boedicker kommandiert wurde, und nahm als solches an der Skagerrakschlacht teil. Das Schiff eröffnete das Seegefecht und erhielt während der Schlacht nur wenige Treffer, sodass es nach der Schlacht sehr schnell wieder instand gesetzt werden konnte. Von November 1916 bis Oktober 1917 war er Kommandant der Thüringen. Bis Kriegsende war er Abteilungschef in der Operativen Gruppe im Admiralstab der Marine. Am 24. November 1919 wurde er aus der Marine verabschiedet.
Bis 1918 war er u. a. mit dem Roten Adlerorden 4. Klasse, dem Königlichen Kronen-Orden 3. Klasse, dem Eisernen Kreuz I. Klasse, dem Bayerischen Militärverdienstorden II. Klasse mit Schwertern und dem Friedrich-August-Kreuz 1. Klasse ausgezeichnet worden.

### Familie
Am 23. Juni 1904 heiratete er in Berlin Marie von Taube von der Issen (1882–1955), Schwester von Otto von Taube.